# Rue Beaudry
Pour les articles homonymes, voir Beaudry.
Ne doit pas être confondu avec Rue Beaudry dans le quartier de Pointe-aux-Trembles.
La rue Beaudry est une rue de Montréal qui est située dans l'arrondissement Ville-Marie. 

## Situation et accès
D'axe nord-sud, elle relie le boulevard René-Lévesque à la rue Sherbrooke et traverse le centre du Quartier gai de Montréal.
On y retrouve la station de métro Beaudry.

## Origine du nom
Le nom de cette rue rappelle Pierre Beaudry (1774-1848) qui ouvre lui-même cette voie sur la terre de 90 arpents où il vit avec sa famille.

## Historique

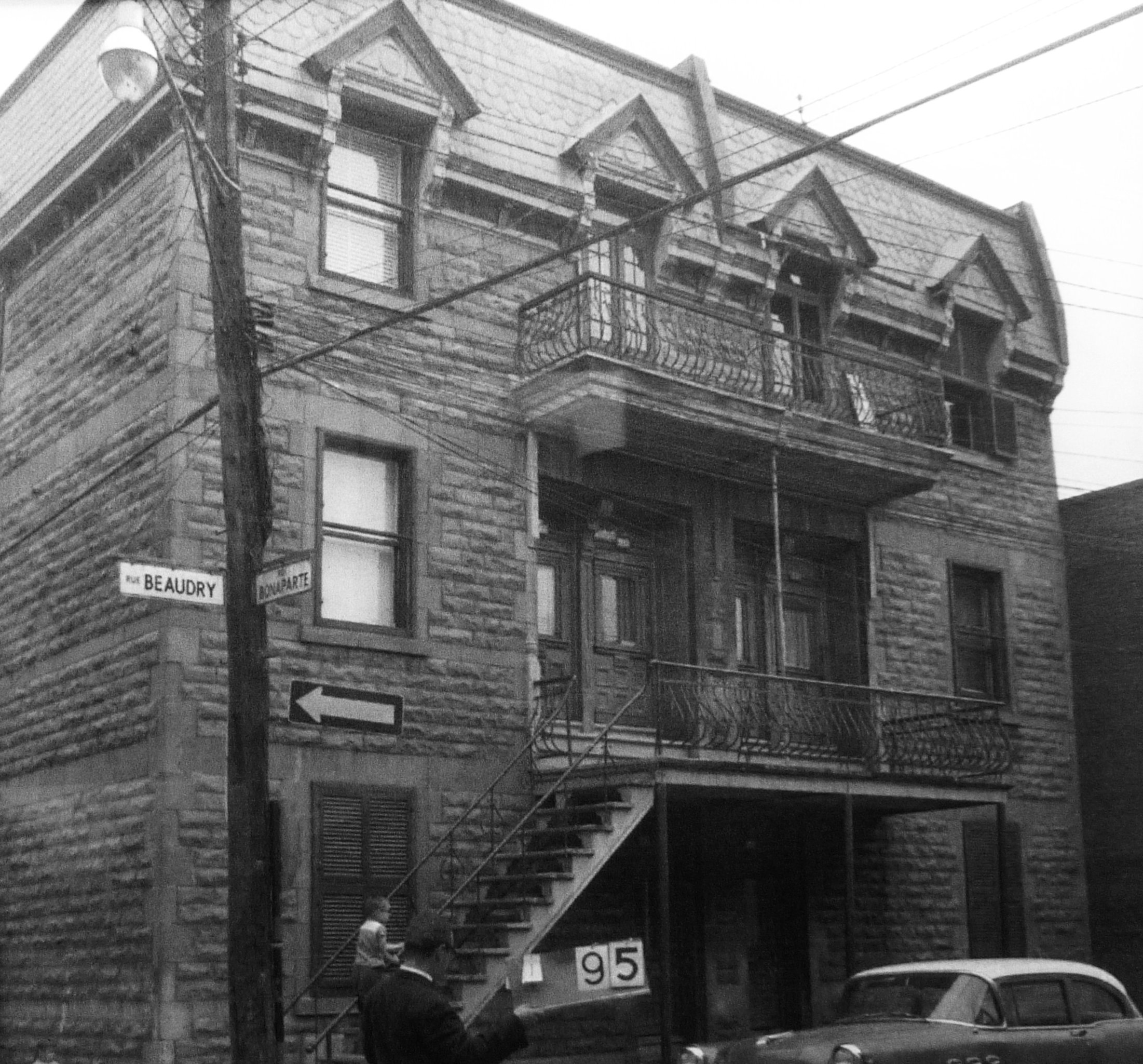
Les 935-941, rue Beaudry, dans le Faubourg à m'lasse, démoli

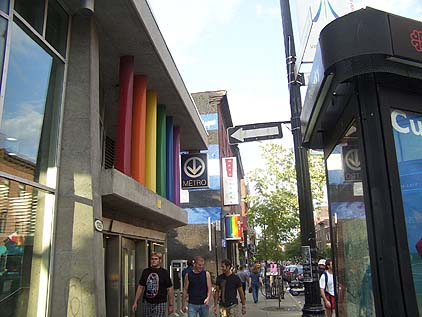
Station de Métro Beaudry au coin de la rue Sainte-Catherine et de la rue Beaudry

Cette voie est ouverte vers 1843, puis prolongée par étapes, la rue est ensuite réduite à la seule section au nord du boulevard René-Lévesque; la section au sud ayant été fermée pour l'aménagement de voies ferrées et la construction de la Maison de Radio-Canada. 
Entre les années 1920 et les années 1970, la rue Stanley est considérée comme le cœur du premier quartier gay de Montréal et du Québec. À partir du début des années 1980, l'activité commerciale gay se déplace vers l'est de la ville, ce qui place maintenant la rue Beaudry au cœur du Village gai.